# Équipe de Catalogne de rugby à XIII
L'équipe de Catalogne de rugby à XIII était une équipe qui représentait la Catalogne à l'occasion de rencontres internationales, et qui était pressentie pour représenter la Catalogne dans les principales compétitions internationales de rugby à XIII.

## Présentation

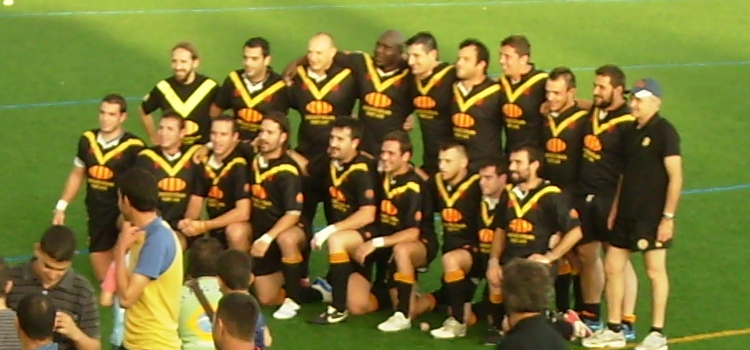
Équipe de Catalogne de rugby à XIII (2009)

L'idée d'une équipe catalane murit à la fin des années 1940 mais dans la mesure où le rugby à XIII est alors un rugby uniquement pratiqué en France, les premières sélections ne sont constituées que de joueurs français et pas des moindres : Élie Brousse fait par exemple partie de la sélection qui affronte et bat l'Australie en 1948. Il avait été envisagé que l'équipe dispute les compétitions internationales, mais finalement l'équipe restera une sélection régionale, qui sera réunie de façon irrégulière lors des tournées de grandes nations sur le sol français. La dernière fois étant en 1982 face à l'Australie.
Mais le sentiment d'appartenance à une communauté catalane reste fort et une nouvelle tentative est faite pour donner à une équipe catalane une existence institutionnelle. 
La fédération catalane de rugby à XIII (Associació Catalana de Rugby Lliga), nait ainsi en 2007. Elle ne sera jamais membre de la Rugby League International Federation mais seulement observateur non classé du Rugby League European Federation.Toutefois l'admission d'une fédération espagnole en 2015 par la RLEF semble fermer la porte à un nouveau statut pour la fédération.
L'équipe joue son premier match international en 2008 contre le Maroc. La première compétition officielle a été le RLEF Euro Med Challenge 2009 contre le Maroc et la Belgique. Parallèlement à cela,  une section rugby à XIII est créée au sein du Barça en 2008 : l'équipe remporte même la Coupe de la Catalogne, en battant les Aligots de Gérone, et l'équipe de Nord-Català. L'expérience ne dure que deux années,  qui sera la durée d'existence du championnat catalan de rugby à XIII. 
Le projet s'arrête vers les années 2010-2011, la dissolution de l'équipe ayant lieu en 2010, pour être suivi par la création d'une Équipe d'Espagne de Rugby à XIII. Et ceci malgré un certain soutien des autorités publiques puisque l'Associació Catalana de Rugby Lliga avait conclu avec le Comité Roussillon de Rugby à XIII, une convention de partenariat, dans le cadre d'un Fonds de soutien aux micro-projets transfrontaliers de l'Eurodistrict de l'Espace Catalan Trans-frontalier. 

## Matchs
| Date       | Victoire                           | Défaite                                      | Résultat | Hote               |
| ---------- | ---------------------------------- | -------------------------------------------- | -------- | ------------------ |
| 20/01/2008 | Languedoc-Roussillon               | Catalogne                                    | 24-0     | France             |
| 27/01/2008 | Provence-Alpes-Côte d'Azur         | Catalogne                                    | 14-4     | France             |
| 27/01/2008 | Île-de-France                      | Catalogne                                    | 26-14    | France             |
| 7/06/2008  | Universités françaises             | Catalogne                                    | 64-18    | Espagne            |
| 20/06/2008 | Équipe du Maroc de rugby à XIII    | Catalogne                                    | 62-12    | France             |
| 21/06/2008 | Catalogne                          | Équipe de République tchèque de rugby à XIII | 52-12    | Espagne            |
| 4/07/2009  | Équipe du Maroc de rugby à XIII    | Catalogne                                    | 29-06    | Espagne            |
| 25/07/2009 | Équipe de Belgique de rugby à XIII | Catalogne                                    | 28-22    | Belgique           |
| 10/07/2009 | Catalogne                          | Équipe de République tchèque de rugby à XIII | 66-16    | République Tchèque |